# Zignoëlla slaptonensis
Zignoëlla slaptonensis är en svampart som beskrevs av P.F. Cannon 1997. Zignoëlla slaptonensis ingår i släktet Zignoëlla och familjen Chaetosphaeriaceae.   Inga underarter finns listade i Catalogue of Life.